# Łukasz Posyłajka
Łukasz Posyłajka (ur. 26 grudnia 1996 r. w Szczecinie) – polski wioślarz, zawodnik AZS Szczecin.

## Puchar Świata
- 1. miejsce (Płowdiw 2019)

## Wyniki
| Rok  | Zawody                      | Miejsce    | Konkurencja          | Czas             | Pozycja     |
| ---- | --------------------------- | ---------- | -------------------- | ---------------- | ----------- |
| 2014 | Mistrzostwa świata juniorów | Hamburg    | Czwórka bez sternika | Finał C: 6:18,32 | 16. miejsce |
| 2018 | Mistrzostwa świata U23      | Poznań     | Dwójka bez sternika  | Finał B: 6:57,61 | 9. miejsce  |
| 2018 | Mistrzostwa Europy          | Glasgow    | Dwójka bez sternika  | Finał C: 6:37,91 | 13. miejsce |
| 2019 | Mistrzostwa Europy          | Lucerna    | Ósemka ze sternikiem | Repasaż: 5:40,90 | 11. miejsce |
| 2019 | Mistrzostwa świata          | Ottensheim | Dwójka bez sternika  | Finał C: 6:31,36 | 14. miejsce |
| 2020 | Mistrzostwa Europy          | Poznań     | Dwójka bez sternika  | Finał B: 6:46,45 | 10. miejsce |